# Лямбда
Λ, λ (название: ля́мбда (ла́мбда), греч. λάμδα, λάμβδα) — 11-я буква греческого алфавита. В системе греческой алфавитной записи чисел имеет числовое значение 30. Происходит от финикийской буквы 𐤋 — ламд. От буквы лямбда произошли латинская буква L и кириллическая Л, а также их производные.

## Использование

### Заглавная Λ
- Использовалась в качестве узора на щитах в спартанской армии, обозначая Лакедемон
- Символ политического движения идентитаристов
- В некоторых шрифтах (например, в Franklin Gothic) Л выглядит как Λ.
- Космологическая постоянная
  - Модель Лямбда-CDM
- Лямбда-частицы в физике частиц
- В спектральном разложении матрицы — диагональная матрица из собственных значений раскладываемой матрицы
- Выражения типов в типизированном лямбда-исчислении
- В математике — частое обозначение для вновь вводимых операторов.

### Строчная λ
Используется в качестве символики серии игр «Half-Life».
С 1980-х годов используется как один из символов ЛГБТ-движения.

#### В физике
- Длина волны;
- Комптоновская длина волны;
- Матрицы Гелл-Манна;
- Постоянная распада — вероятность распада ядра в единицу времени (связана с периодом полураспада радиоактивного изотопа);
- Удельная теплота плавления;
- Линейная плотность электрического заряда;
- Параметр Ламе в теории упругости.

#### В других науках
- Буквы Λ  или λ иногда используют как символ лингвистики
- λ-зонд — датчик кислорода
- Собственные значения в линейной алгебре
- Функциональные выражения в лямбда-исчислении, в функциональном программировании и языках программирования
- Фаг лямбда — вирус-бактериофаг в биологии
- Корни характеристического многочлена дифференциального уравнения
- Удлинение крыла в самолётостроении
- В картографии и навигации лямбда обозначает долготу местоположения.